# Manuel Quinto Grané
Manuel Quinto Grané (Manresa, Bages, 26 de setembre de 1944) és un escriptor, traductor i periodista català. Llicenciat en literatura i llengües romàniques, exerceix com a professor de francès en un institut de Manresa. Les seves obres l'han dut a guanyar guardons com el Premio Navarra de novela corta, Premio Odisea o el Premio Alfa 7 de novel·la policíaca. Va impulsar el Festival Internacional de Cinema Negre de Manresa des del 1999 fins que aquest va ser cancel·lat l'any 2013. Ha estat col·laborador habitual, com a crític de cinema, dels diaris La Vanguardia, El Ciervo i Regió 7.

## Obres
- La hora de Nicolàs (Obelisco, 1983).
- Cuestión de astucia (Laia, 1985, premi Odisea 1985)
- El nombre escrito en el agua (Pamiel, 1985, premi Navarra de novel·la curta 1986)
- El judío errante (Laia, 1987, premi Alfa de novel·la policíaca 1987)
- Estilo indirecto  (Jucar, 1988).
- Festival de terror (Timun Mas, 1988).
- Las llaves del horizonte (Edebé, 1992).
- Sobrerroca (La Magrana, 1995).
- Ombres blanques (Edebé, 1996).
- Primera jugada (La Magrana, 1997).
- Doble dama (Edebé, 1997).
- La noche en que Vlado se fue (Alfaguara, 1999).
- Les Claus de l'horitzó (Edebé, 1999).
- Aurora bàrbara (Angle, 2002).
- Cendres d'agost (Edebé, 2004).
- Duke (Edebé, 2008).
- Sopar per a ogres (Efadós 2018).